# Carl-Zuckmayer-Medaille

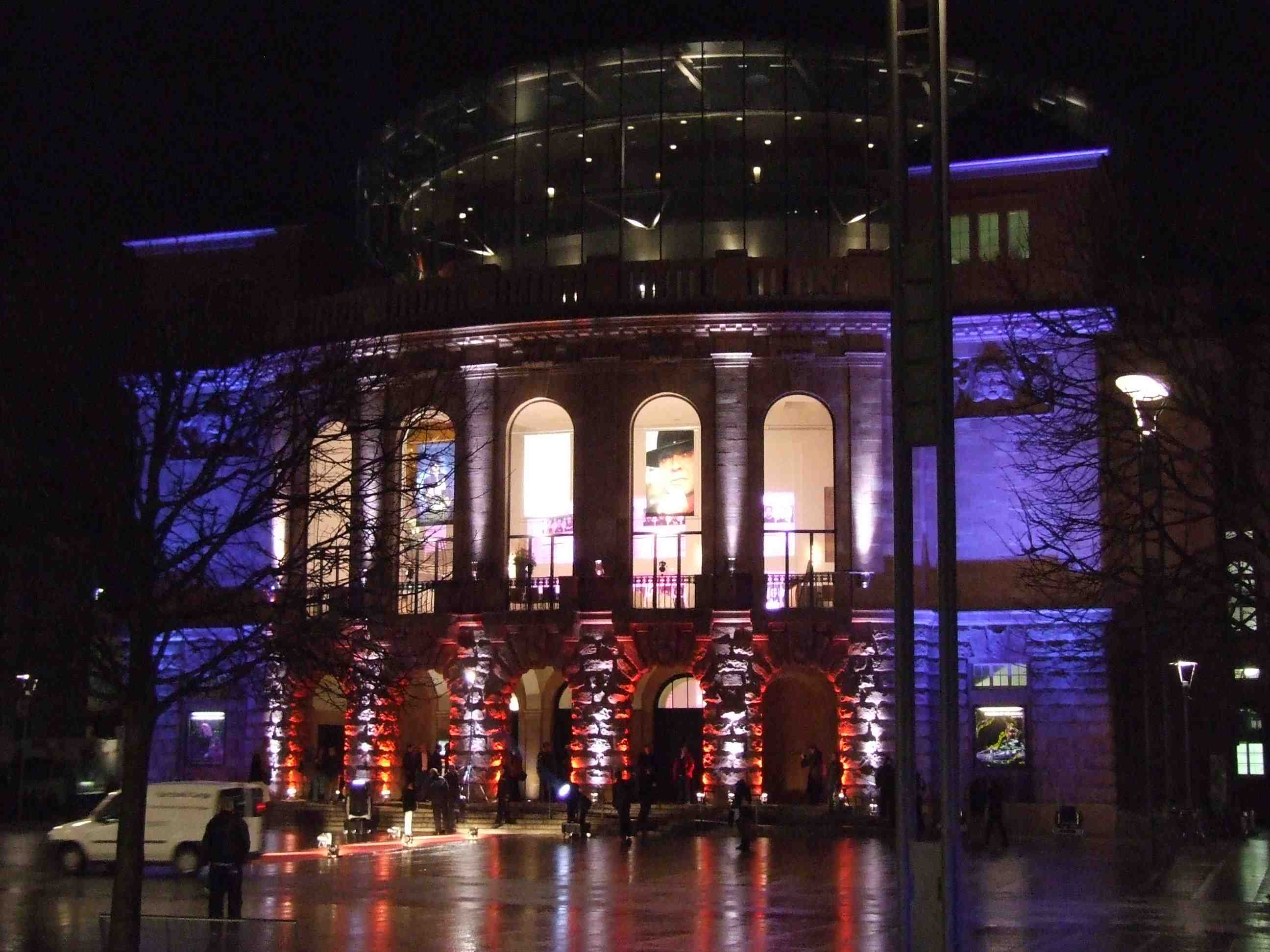
Staatstheater Mainz am Abend der Verleihung 2007

Die Carl-Zuckmayer-Medaille ist ein Literaturpreis, der seit 1979 vom Land Rheinland-Pfalz im Andenken an Carl Zuckmayer „für Verdienste um die deutsche Sprache und um das künstlerische Wort“ verliehen wird.

## Modalitäten
Die Preisträger werden von einer Kommission unter Vorsitz des Kultusministers ausgewählt. Die Medaille schuf der Pfälzer Künstler Otto Kallenbach. Den Kulturpreis überreicht man zusammen mit einem 30-Liter-Weinfass aus Nackenheim, dem Geburtsort Zuckmayers. Alljährlich am 18. Januar, anlässlich des Todestages von Zuckmayer, findet die Verleihung statt. Während früher der Literaturpreis in der Mainzer Staatskanzlei des Ministerpräsidenten verliehen wurde, übergibt man seit einigen Jahren den Preis in einem Festakt im Staatstheater Mainz.

## Preisträger
1. 1979 Günther Fleckenstein, Intendant des Deutschen Theaters Göttingen
2. 1980 Werner Hinz
1981 – keine Verleihung
3. 1982 Georg Hensel
1983 – keine Verleihung
4. 1984 Friedrich Dürrenmatt
5. 1985 Ludwig Harig
6. 1986 Dolf Sternberger
7. 1987 Tankred Dorst
8. 1988 Günter Strack
9. 1989 Hanns Dieter Hüsch
10. 1990 Martin Walser, Adolf Muschg, André Weckmann
11. 1991 Albrecht Schöne
12. 1992 Hilde Domin
13. 1993 Hans Sahl
14. 1994 Fred Oberhauser
15. 1995 Grete Weil
16. 1996 Mario Adorf
17. 1997 Katharina Thalbach
18. 1998 Harald Weinrich
19. 1999 Eva-Maria Hagen für ihren 1998 veröffentlichten Briefwechsel mit Wolf Biermann Eva und der Wolf
20. 2000 Peter Rühmkorf
21. 2001 Mirjam Pressler
22. 2002 Herta Müller
23. 2003 Monika Maron, Wolf von Lojewski
24. 2004 Edgar Reitz
25. 2005 Thomas Brussig
26. 2006 Armin Mueller-Stahl
27. 2007 Udo Lindenberg[1]
28. 2008 Bodo Kirchhoff
29. 2009 Volker Schlöndorff[2]
30. 2010 Emine Sevgi Özdamar[3]
31. 2011 Hans Werner Kilz[4]
32. 2012 Uwe Timm[5]
33. 2013 Doris Dörrie[6]
34. 2014 Dieter Kühn[7]
35. 2015 Bruno Ganz[8]
36. 2016 Sven Regener[9]
37. 2017 Joachim Meyerhoff[10]
38. 2018 Yōko Tawada
39. 2019 Robert Menasse
40. 2020 Maren Kroymann[11]
41. 2021 Nora Gomringer[12]
42. 2022 Rafik Schami[13]
43. 2023 Nino Haratischwili[14]
44. 2024 Matthias Brandt[15]
45. 2025 Maria Schrader